# Копылово (Шемогодский сельсовет)
Копылово — деревня в Великоустюгском районе Вологодской области.
Входит в состав Шемогодского сельского поселения, с точки зрения административно-территориального деления — в Шемогодский сельсовет.
Расстояние по автодороге до районного центра Великого Устюга — 10 км, до центра муниципального образования Аристово — 7 км. Ближайшие населённые пункты — Рукавишниково, Верхнее Бородкино, Чёрная.
По переписи 2002 года население — 10 человек.
Часовня Георгия в Копылово — памятник архитектуры.